# 차팔라호

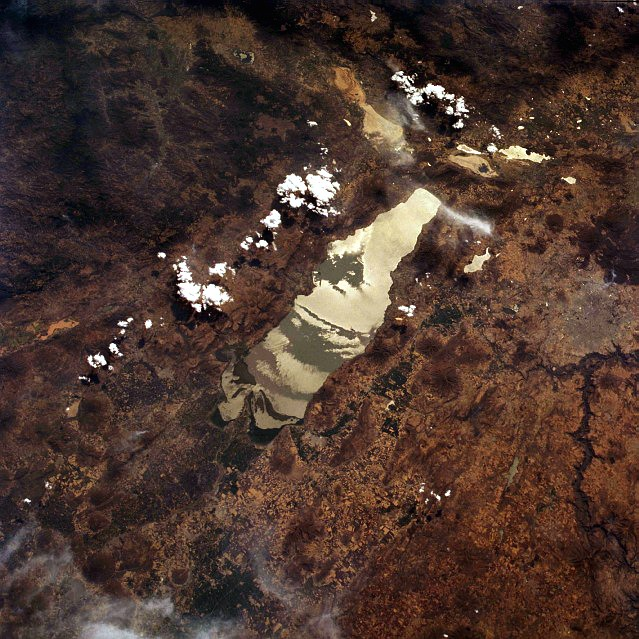
1994년 우주에서 본 차팔라호

차팔라호(스페인어: Lago de Chapala, es)는 17세기 초 텍스코코호의 건조 이후 멕시코에서 가장 큰 호수이다.
이 호수는 할리스코주와 미초아칸주의 경계에 있으며, 할리스코주의 오코틀란, 차팔라, 호코테펙, 폰시틀란, 하마이 (자치시) 자치시와 미초아칸주의 베누스티아노 카란사 (미초아칸주), 코후마트란 데 레굴레스에 위치해 있다.

## 지리

### 지리적 특징
이 호수는 과달라하라 (할리스코주)에서 남동쪽으로 45 킬로미터 (28 mi) 떨어진 북위 20° 20′  서경 103° 00′  / 북위 20.333°  서경 103.000° 에 위치하며, 주인 할리스코주와 미초아칸주의 경계에 해발 1,524미터(5,000피트)에 자리 잡고 있다. 대략적인 크기는 동쪽에서 서쪽으로 80 km (50 mi)이고, 북쪽에서 남쪽으로 평균 12.5 km(7.8마일)이며, 대략 1,100 km2 (420 mi2)의 면적을 덮는다.
평균 수심이 7 미터 (23 ft)이고 최대 10.5 m (34 ft)인 얕은 호수이다. 아메리카 대륙에서 가장 젊은 지질학적 지역 중 하나에 위치한 차팔라호의 연대는 퇴적물에서 발견된 나무 샘플의 탄소-14 연대 측정을 통해 확립되었다. 이 표본들은 38,000년의 연대를 나타내며, 이 호수가 1,000,000년에서 25,000년 전의 지질 시기인 플라이스토세 후기에 형성되었음을 보여준다.
이 호수는 레르마강, 술라강, 우아라차강, 두에로강에 의해 물이 공급되며, 이전에는 리오그란데데산티아고강으로 물이 배출되었다. 물은 보통 북서쪽으로 태평양으로 흘러갔지만, 레르마강에서 유입되는 물의 공급 감소로 인해 30년 이상 호수에서 물이 흘러나가지 않고 있다.

### 섬
호수에는 세 개의 작은 섬이 있다: 알라크라네스섬 (차팔라 마을에서 가장 잘 보임), 메스칼라섬 (가장 큰 섬으로, 오래된 스페인 요새와 오래된 멕시코 감옥이 있음), 그리고 메스칼라섬 옆에 있는 라 이슬라 메노르라는 세 번째 아주 작은 섬이다.

### 산
차팔라호를 둘러싼 많은 산과 산맥이 있다: 세로 비에호-추피나야-로스 사비노스 (시에라 산 후안 코살라), 세로 산 미겔-치키우이티요, 세로 산 바르톨로-로스 오코테스, 세로 고메뇨, 세로 데 가르시아-델 피카초-엘 가추핀 (시에라 델 티그레).

## 생태
과달라하라시는 1950년대부터 차팔라호를 주요 수자원으로 의존해왔다.
그 직후, 몇 년간의 연이은 강우량 부족으로 호수의 수위가 급격히 감소했다. 1979년까지 수위는 회복되었으나, 도시의 물 소비량 증가로 인해 차팔라호의 수위는 급격히 감소하기 시작했다.
호수 주변의 산림 벌채로 인한 침식과 레르마강으로 인해 호수의 퇴적물이 증가하여 수심 손실에 기여했다. 수심 감소는 또한 호수의 평균 온도를 높여 증발량 증가로 이어졌다.
동시에, 차팔라호의 물은 주로 레르마강에서 유입되는 도시, 산업 및 농업 폐기물로 오염되고 있다. 오염으로 인한 영양분의 증가와 따뜻해진 물은 외래종인 물수세미에게 유리한 환경을 제공했다.
수질 오염 증가는 호수의 생태에 파괴적인 영향을 미쳤다. 어류 자원은 급격히 감소했으며 일부 고유종 (예: 특정 키로스토마)은 멸종 위기에 처해 있다. 오염된 어류 자원은 또한 물고기에 의존하는 사람들의 건강과 생계에 심각한 위협을 가하고 있다.
호수 수위의 하락은 수년간 숨겨져 있던 정치적 문제들을 드러냈다. 급격한 수위 감소는 주변 지역과 과학계에 우려를 불러일으켰다. 2004년에는 글로벌 네이처 펀드의 "위기에 처한 올해의 호수"로 선정되었다.
2007년과 2008년에는 차팔라호의 수위가 급격히 증가했지만, 수위가 급격히 감소하기 시작한 1979년 수준을 아직 넘어서지 못했다. 여전히 농업, 생활 및 산업 오염원에 노출되어 있지만, 유해 물질의 실제 수준은 정기적으로 공식적으로 평가되지 않았다.
레르마강을 따라 설치된 수처리 시설 덕분에 수위와 수질이 개선되었지만, 2017년 차팔라호의 수질은 공중 보건에 위험한 것으로 평가되었다.
2022년 7월, 차팔라호의 수위는 2018년 81.68%, 2017년 66.66%에서 63.63%로 감소했다.

### 서식지와 종

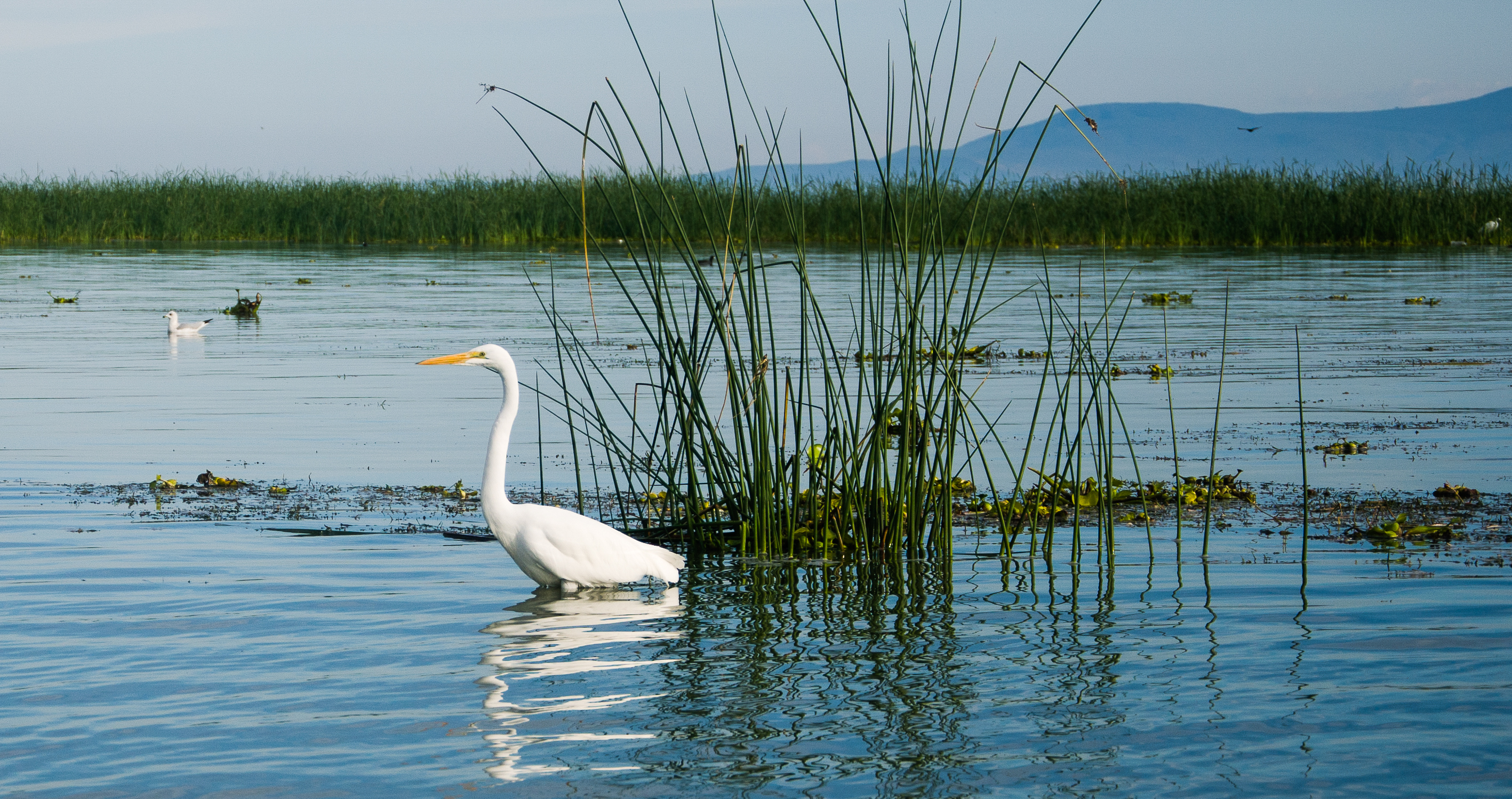
차팔라호의 대백로

이 호수는 아메리카흰사다새와 같은 여러 종의 철새들에게 중요한 서식지이며, 수천 종의 토착 식물과 동물의 보금자리이다. 차팔라 라구나의 오듀보니스탄은 매년 오듀본 협회 후원 크리스마스 조류 계수를 실시한다. 2006년에는 117종이 확인되었고, 2007년에는 125종이 확인되었다. 2011년 1월에는 173종이 기록되었다.
거친발진흙거북의 아종인 차팔라엔스는 주로 차팔라호에 서식하며, 더 널리 분포하는 아종인 머레이는 레르마강 유역(및 멕시코 북부의 일부 다른 지역)에 서식한다. 본질적으로 무해한 반수생 멕시코 가터뱀의 옵스쿠루스 아종은 호수에만 서식한다.
호수와 관련 강에는 키로스토마("차랄레스") 종 무리 외에도 여러 고데이드과, 몇몇 알간세아 처브, 두 종의 테트라플뢰로돈 칠성장어, 두 종의 이크탈루루스 메기, 차팔라 처브 (유리리아 차팔라에) 등 많은 고유종이 서식하고 있다. 이들 중 몇몇은 매우 위협받고 있다. 호수와 관련 수계에서만 발견되는 다른 수생종으로는 4종의 캄바리드 가재류인 Cambarellus chapalanus, C. lermensis, C. prolixus, Procambarus digueti가 있다.

## 공동체
차팔라호 해안을 따라 수많은 마을과 도시가 있다. 여기에는 산 후안 테코마트란, 차팔라, 아히히크, 산 안토니오 틀라야카판, 호코테펙, 산 후안 코살라, 산 루이스 소야틀란, 메스칼라 데 라 아순시온, 티사판 엘 알토, 라 팔마 (미초아칸주), 오코틀란 등이 포함된다.
토니 버튼은 그의 저서 "시대별 차팔라호: 여행자 이야기 선집"에서 스페인 정복자가 1530년에 허락 없이 처음 도착한 이후 서양인들이 차팔라호에 관심을 가져왔다고 말한다. 차팔라호 관광은 19세기부터 시작되어 20세기 초에 꾸준히 증가했다. 1950년대부터는 쾌적한 기후와 아름다운 경치 덕분에 미국과 캐나다를 비롯한 많은 은퇴자들이 호수 해안, 특히 차팔라시 바로 서쪽에 위치한 아히히크 마을에, 그리고 산 니콜라스 데 이바라, 산 후안 테코마트란, 틀라치칠코 델 카르멘과 같은 다른 여러 마을에도 상당한 규모의 은퇴자 집단이 형성되었다. 약 3만 명의 외국인 거주자가 차팔라호 해안을 따라 살고 있는 것으로 추정된다.

## 같이 보기
- 콘체로스
- 코카족